# George D. Herron

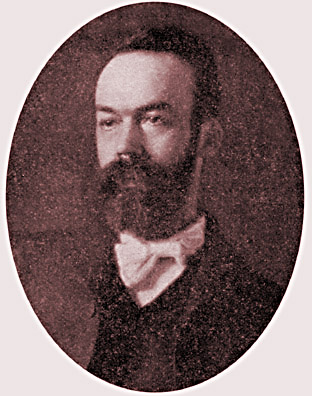
George D. Herron (1900)

George Davis Herron (* 21. Januar 1862 in Montezuma, Indiana; † 9. Oktober 1925 in München) war ein US-amerikanischer Geistlicher, Dozent, Schriftsteller und Protagonist der Social-Gospel-Bewegung. Während des Ersten Weltkrieges brach Herron mit den antimilitaristischen Prinzipien der Sozialistischen Partei Amerikas und lieferte der US-amerikanischen Regierung und der britischen Regierung Berichte über die öffentliche Meinung im Deutschen Reich.

## Theologische Laufbahn
1883 wurde Herron kongregationalistischer Pastor und heiratete im gleichen Jahr Mary Everhard. Das Paar hatte fünf gemeinsame Kinder. Er war von 1890 bis 1891 Pastor einer kongregationalistischen Gemeinde in Lake City (Minnesota) und wechselte dann für 17 Monate in eine Gemeinde in Burlington (Iowa). Zahlreiche seiner Predigten wurden in der Lokalzeitung veröffentlicht. Sie füllten zwei Bände einer Predigtsammlung. In wöchentlichen Vorträgen organisierte er junge Männer und Frauen der Kirche zu einer christlichen sozialen Vereinigung.
Herron interessierte sich für die Social Gospel-Bewegung und organisierte in Iowa eine Arbeitsgruppe namens Institute of Christian Sociology. In Minnesota erlangte er erstmals große Bekanntheit, als er 1890 vor dem Minnesota Congregationalist Club in Minneapolis die provokative Predigt „Die Botschaft Jesu an die Männer des Reichtums“ hielt. Hierin erklärte Herron, dass die bestehende soziale und religiöse Ordnung falsch sei, weil sie Wettbewerb, Eigennutz und materielle Macht in den Vordergrund stelle. Eine solche Zivilisation habe es nicht erreicht, Moral und Gerechtigkeit zu sichern, da sie die Schwachen der Gnade der Starken ausliefere und gleichzeitig die vorrangigen christlichen Prinzipien der Führung und der Aufopferung minimiere. Der Tag werde kommen, predigte Herron, an dem eine wahrhaft christliche Gesellschaftsordnung auf Erden existieren werde –  die Erfüllung  des himmlischen Reiches Gottes im Hier und Jetzt. Diese Predigt wurde in der Zeitschrift „The Christian Union“ veröffentlicht und danach als Broschüre abgedruckt, wodurch der Autor zum ersten Mal eine US-weite Leserschaft erhielt.
Herron verurteilte unablässig und deutlich die Exzesse der Wohlhabenden. Der Historiker Howard Quint bezeichnete Herron als „Sturmvogel“, der „das soziale Recht der Reichen auf ihren Besitz überzeugt in Frage stellte und energisch ein kraftvolles Evangelium der sozialen Erlösung predigte“. Herron wurde von seinen Bewunderern mit den Propheten des Alten Testaments verglichen. Diese Entschiedenheit polarisierte die Meinung über ihn – eine beträchtliche Anzahl von Kritikern sah in ihm eine Bedrohung für die etablierten sozialen und religiösen Institutionen.
Herron machte u. a. Eindruck bei einem wohlhabenden Gemeindemitglied, der Witwe Elizabeth D. Rand und ihrer Tochter Carrie. 1893 stiftete Elizabeth Rand einen Lehrstuhl für angewandtes Christentum am Iowa College (später Grinnell College) in Grinnell (Iowa). Mit diesem Lehramt sollte es Herron ermöglicht werden, mehr Menschen mit seinen Ideen zu erreichen. Ab 1893 lehrte er für sechs Jahre auf dem Campus und erlangte aufgrund der Neuheit des Fachs große Bekanntheit in den USA.
Carrie Rand zog ebenfalls nach Grinnell und wurde zum Dekan der Frauen ernannt. Herron hatte regelmäßigen Kontakt zu ihr. Es entstand eine Liebesbeziehung und damit eine Entfremdung zwischen Herron und seiner Familie. In Kombination mit seinen politischen Ansichten lieferte dies seinen Gegnern Argumente. Sie zwangen ihn 1899, seine Lehrtätigkeit an der kongregationalistischen Hochschule niederzulegen. Herron verließ schließlich seine Familie und wurde im Jahr 1901 geschieden. Die Gesellschaft war über diese Umstände empört. Das Gericht sprach seiner Frau und den Kindern bei der Scheidung eine Summe in Höhe des Privatvermögens von Carrie Rand über 60.000 US-Dollar zu. Herron heiratete Carrie Rand im Mai 1901 in einer unkonventionellen Zeremonie in Rochester (New York).
Später wurde Herron durch den Rat der Kongregationskirchen von Iowa wegen seines „unmoralischen und unchristlichen Verhaltens“ abgesetzt. Das Ehepaar zog anschließend mit Elizabeth D. Rand nach Florenz. Carrie Rand Herron starb 1914 und hinterließ George Herron zwei minderjährige Söhne. Herron heiratete ein drittes Mal.

## Emigration
Mit dem Beginn des Ersten Weltkriegs wandelte sich die Position von Herron vom Pazifisten, Sozialisten und Internationalisten zu einem Parteigänger der alliierten Gegner des Deutschen Reichs und dessen Verbündeten. Herron hielt das Preußentum für unvereinbar mit seinen Idealen. Mit dem Ausbruch des Krieges zog er von Florenz nach Genf.
Als Präsident Woodrow Wilson 1916 mit dem Wahl-Motto „Er hält uns aus dem Krieg heraus“ erfolgreich für die Wiederwahl kämpfte, propagierte Herron als öffentlich in Europa wirkender Intellektueller die Meinung, Wilson sei bezüglich des europäischen Konflikts alles andere als neutral und warte auf den geeigneten Zeitpunkt, um mit den Vereinigten Staaten in den Krieg einzutreten. Herron galt in Europa als einer der zuverlässigsten Interpreten für die Absichten der Wilson-Regierung. Diese Einschätzung wurde im April 1917 bestätigt, als Amerika im zweiten Monat der zweiten Amtszeit Präsident Wilsons in den Krieg eintrat. Herron war mit der Opposition der Sozialistischen Partei Amerikas gegen diese Entscheidung nicht einverstanden und brach mit der Partei.
Herron war Hauptredner über die Situation in Italien auf einer Konferenz von 25 wichtigen amerikanischen Entscheidungsträgern, die Ende November 1917 vom amerikanischen Botschafter William Graves Sharp einberufen wurde und in Paris stattfand. Anschließend übermittelte Herron der amerikanischen und der britischen Gesandtschaft in Bern regelmäßig schriftliche Berichte über die Situation im Deutschen Reich. Die Berichte honorierte der britische Gesandte in Bern mit 1000 Franken pro Monat. Es war Herrons Aufgabe, seinen Vorgesetzten Details seiner Gespräche und Korrespondenzen mit zahlreichen seiner deutschen Kontakte zu übermitteln. Diese beinhalteten auch Empfehlungen von Maßnahmen an Präsident Wilson und seine Regierung. Herron vertrat konsequent die Meinung, ein Frieden könne nur durch die deutsche Kapitulation erfolgen, was im November 1918 eintrat. Nach dieser war Herron enttäuscht über die Pariser Friedenskonferenz von 1919 und den Versailler Vertrag, der nicht die in ihn gesetzte Hoffnung nach Demokratisierung bewirkte und den er als Verrat an den offiziellen Kriegszielen der Alliierten ansah. Er gab sich aber letztendlich damit zufrieden und äußerte sich in der Öffentlichkeit, dieser Frieden sei besser als gar kein Frieden. Als Reaktion auf die Deutschland auferlegten harten Maßnahmen und Reparationen veröffentlichte Herron 1921 ein Buch mit dem Titel „The Defeat in the Victory“ (deutsch: „Die Niederlage im Sieg“). Für Herron war Wilsons Krieg für eine Demokratisierung der Welt zu einer großen Enttäuschung geworden.
Herron war verschiedentlich diplomatisch tätig, z. B. übermittelte er 1918 die Einladung des Präsidenten des Grand Conseil de la République et canton de Genève an den amerikanischen Präsidenten, den Völkerbund in Genf zu etablieren. Im Januar 1919 nahm der Oberste Rat der Pariser Friedenskonferenz einen von Präsident Wilson vorgelegten Vorschlag für ein Vorgehen gegen Russland an. Es war vorgesehen, eine Nachricht an die russische Regierung zu senden und sie aufzufordern, Delegierte zu den Prinzeninseln im Marmarameer zu entsenden, um sich mit alliierten Vertretern zu treffen. Herron wurde mit William Allen White zum Vertreter der Vereinigten Staaten für diese Konferenz bestimmt, die allerdings nicht stattfand.
1919 übersiedelte Herren von seiner Villa Le Retour in Genf zurück in die Villa La Primola in Fiesole. 1922 wurde im Verlag George Allen & Unwin das Buch Revival of Italy veröffentlicht in welchem Herron die sozialen Reformen des faschistischen Regimes von Benito Mussolini lobte.

## Nachlass
Herrons Schriften und Korrespondenzen sind in verschiedenen Institutionen archiviert, größtenteils in den Hoover Institution Archives der Stanford University, der Bibliothek des Grinnell Colleges sowie der Bobst Library der New York University und in den Unterlagen über A. M. Simons in der Wisconsin Historical Society in Madison.